# Estação Dirceu II
A Estação Dirceu II é uma estação integrante da Linha 1 do Metrô de Teresina, administrada pela Companhia Ferroviária e de Logística do Piauí, localizada na rua Rua Doutor Pedro Teixeira, no bairro Itararé, cidade de Teresina, estado do Piauí, Brasil.

## Ver Também
- Metrô de Teresina
- Linha 1 do Metrô de Teresina